# Paradoxo de Levinthal
Paradoxo de Levinthal
Hipótese de enovelamento proteico aleatório por amostragem (tentativas e erros), desse modo uma proteína contendo 100 aminoácidos apresentaria 10 conformações para cada um dos 100 aminoácido apresentes. Desta forma, uma proteína não poderia se enovelar a tempo suficiente de encontrar seu mínimo global de energia, vasculhando todas as conformações possíveis, visto que, o tempo característico de enovelamento de uma proteína típica não leva mais do que alguns segundos. Uma possível explicação para este paradoxo seria que a conformação final da proteína deveria ser alcançada por um caminho cinético preferencial, e o mecanismo de enovelamento seria dependente de um caminho específico. Uma sequência bem definida de eventos guiaria a proteína a partir de um estado aleatório desenovelado para seu estado nativo. Com isso, entre as décadas de 70 e 80, os estudos foram direcionados na procura de estados intermediários que identificassem a existência de um caminho preferencial de enovelamento. No final da década de 80 foi proposta uma visão global sobre a superfície de energia para se entender os processos que governam os mecanismos de enovelamento de uma proteína. O enovelamento de proteína seria organizado por um conjunto de estruturas similares pela superfície de energia, ao invés da existência de um rota preferencial passando por estados intermediários sucessivos. Sendo assim, uma abordagem estatística do processo de enovelamento pode ser empregada para descrever a superfície de energia da proteína.
Vinícius de Godoi Contessoto,